# إدوارد سي ايشر
إدوارد سي ايشر (بالإنجليزية: Edward C. Eicher) (و. 1878 – 1944 م) هو سياسي، ومحام، وقاض من الولايات المتحدة الأمريكية .
وهو عضو في الحزب الديمقراطي الأمريكي .

## التعليم
تعلم في جامعة شيكاغو.